# Nighttime Stories
| Совокупная оценка | Совокупная оценка |
| Источник          | Оценка            |
| ----------------- | ----------------- |
| Metacritic        | 82/100            |
| Оценки критиков   |                   |
| Источник          | Оценка            |
| AllMusic          | [ 2 ]             |
| Chicago Tribune   | [ 3 ]             |
| Decibel           | Positive          |
| Exclaim!          | 8/10              |
| NPR               | Positive          |

Nighttime Stories — шестой студийный альбом американской пост-метал группы Pelican из Чикаго, изданный 7 июня 2019 года независимым лейблом Southern Lord Records и стал третьим альбомом группы на этом лейбле после ухода с Hydra Head Records в начале 2009 года. В апреле 2019 года Pelican выпустили песню «Midnight and Mescaline» в виде цифрового и 7-дюймового сингла.

## История
Участники группы в то время жили в Чикаго и Лос-Анджелесе, что требовало планирования выступлений группы. Среди различных методов, используемых при написании музыки для альбома, группа использовала онлайн-хостинговый сервис хранения файлов Dropbox для хранения идей песен и гитарных риффов. Использование этого метода в течение длительного периода времени привело гитариста Тревора де Брау к мысли, что он был исключён из процесса написания трека «Full Moon, Black Water», который был аранжирован гитаристом Далласом Томасом и барабанщиком Ларри Хервегом в законченную песню. Позже он узнал, что некоторые риффы были написаны им и сохранены в аккаунте группы Dropbox и были использованы Томасом для сочинения песни.
Де Брау и Хервег были в экспериментальной грайндкор-группе Tusk, которую группа использовала в качестве вдохновения для стиля игры, использованного в Nighttime Stories после того, как их бывший участник Джоди Миннох внезапно умер от недиагностированного заболевания сердца. Это привело их к пересмотру музыки Tusk и использованию её влияния в контексте текущего состава Pelican. Они написали более экстремальные грайнд-отрывки, используя металл и панк, «диссонансный и агрессивный стиль игры». Примером может служить трек «Midnight and Mescaline», который де Брау описал как использующий хардкорные барабанные паттерны и ритмы округа Колумбия. Сингл также содержал неизданный трек B-side «Darkness on the Stairs», который также был официально выпущен в альбоме «B-Sides and Other Rarities», а все средства от продаж пошли на благотворительность Color of Change.

## Отзывы
Альбом получил положительные отзывы музыкальной критики и интернет-изданий.
Альбом получил среднюю оценку 82/100 из 8 обзоров на Metacritic, что указывает на «всеобщее признание». Loudwire сказал, что альбом был «немного более прямым и жёстким, чем некоторые из их других работ». Тревор де Брау согласился с этим наблюдением в том, что «многие аккордовые звучания и способ структурирования песен очень диссонируют и, возможно, звучат более угрожающе и негативно, чем Pelican в прошлом».
«Midnight and Mescaline» был первым синглом альбома, выпущенным 11 апреля 2019 года. Rolling Stone описал его как почти пятиминутную песню, состоящую из начальной части «с потоком тяжёлых риффов, которые рвано проходят по непрерывному грохоту барабанов». После того, как песня, казалось бы, заканчивается в тишине, она продолжается другой темой, «позволяя гортанной басовой линии закрепиться и провести трек через продолжительный брейкдаун».
Трек «Cold Hope» начинался как последовательность аккордов, написанная Томасом. Де Брау использовал это как пример того, как после того, как песня была проработана с другими участниками, она показала, что «Pelican — это больше, чем масса риффов, она действительно состоит из отчётливого музыкального взаимодействия четырёх очень уникальных музыкантов». Kerrang! отметил трек как более тяжёлую, чем обычно, композицию группы, состоящую из «более психоделических риффов, которые сохраняют трек свежим по мере его развития». Вдохновение для заключительной части «Cold Hope» и средней части «Abyssal Plain» было взято из признания Томасом и Хервегом афро-бита и Фелы Кути, которые играли сложные повторяющиеся ритмические пассажи, которые они использовали в качестве техники написания песен, чтобы увидеть, «сколько миль они могут извлечь из одной части или риффа, просто используя повторение». В вопросе интервью о треке с Kerrang! Брау сказал о первоначальном исполнении песни группами вместе, что «мы джемовали в конце около 10 или 12 минут, а затем это был просто случай, как нам уменьшить это и взять под контроль?».
Помимо выпуска трека в качестве сингла, они совпали с выпуском крафтового пива с тем же названием, произведённым чикагской пивоварней Metropolitan Brewing. Аргументация Pelican в работе с пивоварней заключалась в том, что у них обоих были одинаковые художественные цели создания ограниченного количества качественных творений. «Производство пива Metropolitan ограничено из-за того, что они варят только лагеры, которые варятся гораздо дольше, чем эли, и поэтому задействуют мощности их оборудования», в отличие от массового производства и производства «вещей, которые могут быть более прибыльными немедленно». Благосклонные отзывы были получены как за песню, так и за лагер, а песня была названа «ледяным дробителем» Consequence of Sound. В обзоре пива Chicago Reader написал, что оно «сначала имеет сочный вкус, как булочка с корицей, но в конце становится сухим и минеральным, что не даёт ему утомлять ваши нёбо».
В отличие от более сложных структур песен, альбом также содержал треки, которые были короче с отчётливой цепляемостью, обнаруженной в бас-гитаре и барабанах «Midnight And Mescaline» и музыкальных фанк-отрывках в «Abyssal Plain». NPR в обзоре альбома выделило вокальную эмуляцию самого длинного трека альбома, «Full Moon, Black Water», поскольку «она по-своему лирична, как любая исповедь автора-исполнителя — только в случае Pelican, визги обратной связи и электронные текстуры заменяют крики и шёпот». AllMusic также согласился с тем, что трек отражает все темы, затронутые в альбоме, и является его «лучшей похоронной песней, предоставляющей звуковой хоспис миру, который слишком устал, чтобы выкарабкаться из бездны».

## Список композиций
| №                   | Название                 | Длительность |
| ------------------- | ------------------------ | ------------ |
| 1.                  | «WST»                    | 3:11         |
| 2.                  | «Midnight and Mescaline» | 4:56         |
| 3.                  | «Abyssal Plain»          | 4:48         |
| 4.                  | «Cold Hope»              | 6:57         |
| 5.                  | «It Stared at Me»        | 3:22         |
| 6.                  | «Nighttime Stories»      | 6:35         |
| 7.                  | «Arteries of Blacktop»   | 6:33         |
| 8.                  | «Full Moon, Black Water» | 8:01         |
| Общая длительность: | Общая длительность:      | 44:29        |

## Чарты
| Чарт (2019)                                   | Высшая позиция |
| --------------------------------------------- | -------------- |
| Великобритания (UK Rock & Metal Albums Chart) | 37             |